# Thiên hoàng Go-Fukakusa
Thiên Hoàng Go-Fukakusa (後深草 (Go-Fukakusa-tennō)/ 28 tháng 6 năm 1243 - 17 tháng 8 năm 1304) là Thiên hoàng thứ 89 của Nhật Bản theo danh sách kế thừa truyền thống. Triều đại này kéo dài từ năm 1246 đến năm 1260.

## Phả hệ
Trước khi lên ngôi, ông có tên cá nhân (imina) là Hisahito (久仁, Hán Việt: Cửu Nhân). Ông là con trai thứ hai của Thiên hoàng Go-Saga với mẫu hậu Fujiwara no Kitsushi.
Năm lên 2 tuổi, cậu bé được phong làm Thái tử kế vị.

## Lên ngôi Thiên hoàng
Tháng 12/1246, Thiên hoàng Go-Saga thoái vị và nhường ngôi cho con trai mới 3 tuổi là Thái tử Hisahito. Thái tử lên ngôi, lấy hiệu là Thiên hoàng Go-Fukakusa. Cậu dùng lại niên hiệu của cha mình, lập thành niên hiệu Kangen (12/1246-2/1247).
Năm 1247, gia tộc Hōjo đánh bại và tiêu diệt dòng họ Miura trong sự kiện Hōji, qua đó họ Hōjo củng cố quyền lực mạnh hơn bao giờ hết.
Năm 1257, dịch bệnh lớn giết chết nhiều người tại Nhật Bản
Tháng 1/1260, Thiên hoàng Go-Fukakusa thoái vị sau một thời gian dài cố gắng trong việc cùng nhân dân chống nạn đói, dịch bệnh. Em trai ông, thân vương Tsunehito sẽ lên ngôi và lấy hiệu là Thiên hoàng Kameyama.

## Thoái vị
Sau khi rời ngôi vị, ông trở thành Thượng hoàng và bắt đầu quản lý triều chính. Ông cũng phụ trách luôn việc nuôi dạy các hoàng tử, nhất là những hoàng tử kế vị ngai vàng. Nhằm tránh mâu thuẫn về quyền kế thừa ngôi vua giữa các hoàng tử, các thành viên của hoàng tộc phải đứng ra hòa giải họ.
Vài tháng sau, khi Mạc phủ bất ngờ ủng hộ thân vương Yohito sẽ là người kế vị ngai vàng đầu tiên, Saionji Sanekane đã đàm phán với Mạc phủ và buộc Mạc phủ chấp nhận đưa thân vương Hirohito làm Thái tử. Đến năm 1287 khi Thiên hoàng Fushimi vừa lên ngôi ít lâu, Go-Fukakusa tuyên bố trở thành Pháp hoàng.
Năm 1290, ông vào tu ở chùa. Tuy nhiên, với việc con trai thứ 7 của ông là Hisaaki lên làm Shogun thứ 8 (1289 - 1308) đã làm thanh thế của nhà Jimyōin-tō tăng lên đáng kể.

### Kugyō
- Nhiếp chính: Ichijō Sanetsune, 1246–1247
- Nhiếp chính: Konoe Kanetsune, 1247–1252
- Nhiếp chính: Takatsukasa Kanehira, 1252–1254
- Quan bạch: Takatsukasa Kanehira, 1254–1261
- Tả đại thần
- Hữu đại thần
- Nội đại thần
- Dainagon

### Niên hiệu
- Kangen (1243–1247)
- Hōji (1247–1249)
- Kenchō (1249–1257)
- Kōgen (1256–1257)
- Shōka (1257–1259)
- Shōgen (1259–1260)

## Gia đình
Hoàng hậu: Saionji (Fujiwara) Kimiko (西園寺（藤原）公子) (con gái của em gái của mẹ anh và con trai/cháu trai của Hoàng đế Go-Saga)
- công chúa thứ 2: Takako (貴子内親王)
- công chúa thứ 3: Reiko (姈子内親王) (vợ của Thiên hoàng Go-Uda)

Người phụ nữ đang chờ: Con gái của Miki? (Fujiwara) ?? (三木（藤原）茂通)
- hoàng tử thứ 8: Prince ?? (三木（藤原）茂通) (tu sĩ Phật giáo)
- công chúa thứ 6: Nội thân vương ?? (永子内親王)

Consort: Tōin (Fujiwara) ?? (洞院（藤原）愔子)
- công chúa thứ 4: Hisako (久子内親王)
- hoàng tử thứ 2: Hirohito (熈仁親王) (Thiên hoàng Fushimi)
- hoàng tử thứ 3: Hoàng Tử ?? (性仁法親王) (tu sĩ Phật giáo)

Consort: Miki? (Fujiwara) Fusako (三条（藤原）房子)
- hoàng tử thư 5: Gyōkaku (行覚法親王) (tu sĩ Phật giáo)
- hoàng tử thứ 7: Hisaaki (久明親王) (Shogun thứ 8 của Kamakura)
- hoàng tử thứ 9: Phật Giáo?? (増覚法親王) (tu sĩ Phật giáo)

Consort: Saionji (Fujiwara) Aiko (西園寺（藤原）相子)
- công chúa thứ 5: Hanako/Eiko/Akiko (瑛子内親王)